# رفتار ناهنجار پرندگان در اسارت

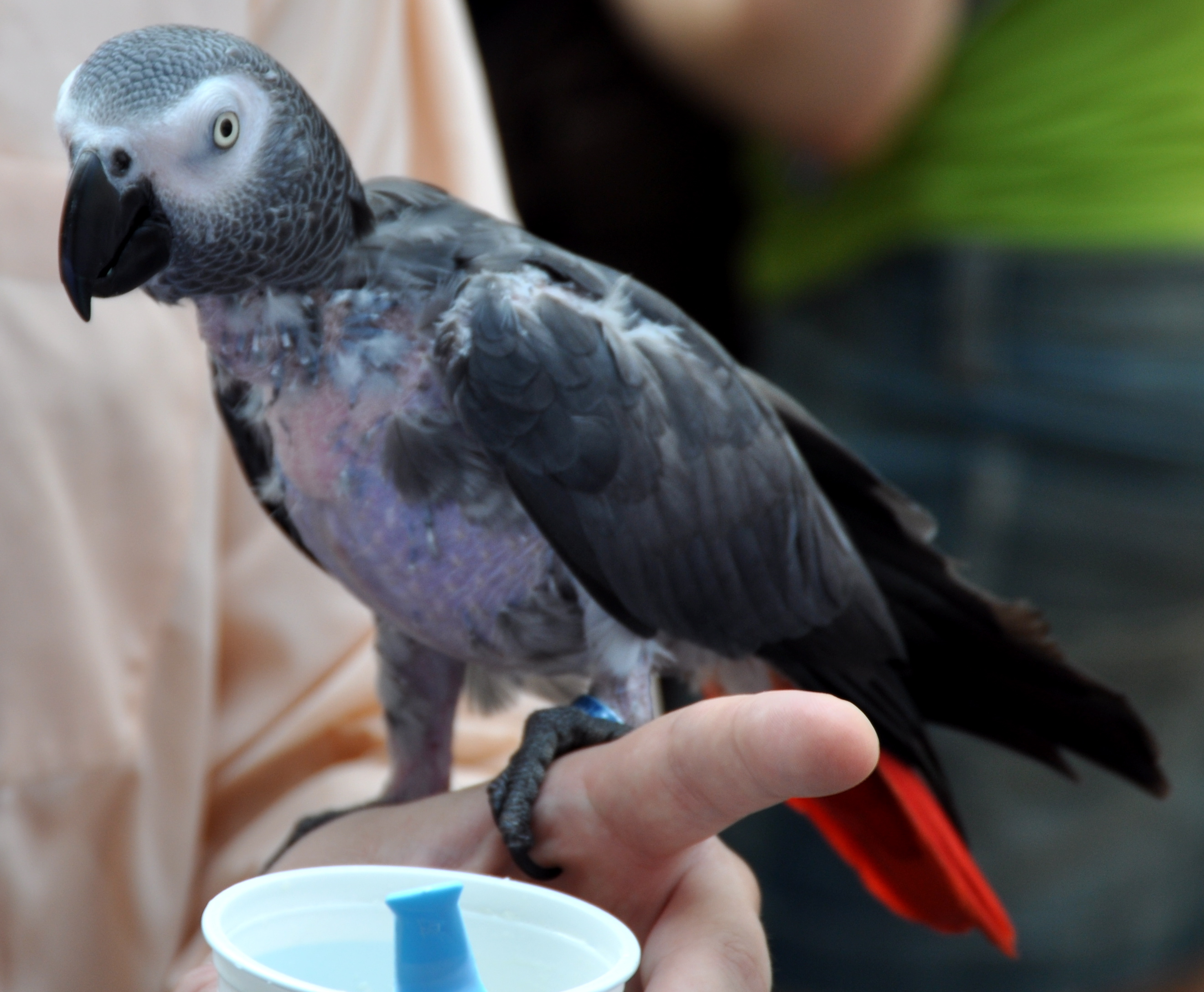
طوطی خاکستری خانگی که نشانه‌هایی از کندن گسترده پرها را نشان می‌دهد.

رفتار ناهنجار پرندگان در اسارت (به انگلیسی: Abnormal behaviour of birds in captivity) در بین پرندگان اهلی و وحشی دیده شده‌است. رفتار ناهنجار را می‌توان از چند طریق تعریف کرد. از نظر آماری، «ناهنجار» زمانی است که رخداد، فراوانی یا شدت یک رفتار به‌طور قابل توجهی از نظر آماری، یا بیشتر یا کمتر، از مقدار نرمال متفاوت است. این بدان معنی است که از نظر تئوری، تقریباً هر رفتاری می‌تواند در یک فرد «ناهنجار» شود. به‌طور رسمی کمتر، «ناهنجار» شامل هر فعالیتی است که در نظر گرفته شود خارج از الگوی رفتار هنجار برای پرندگان اسیر آن طبقه یا سن خاص باشد. برای مثال، دویدن به جای پرواز ممکن است یک رفتار هنجار باشد و به‌طور پی‌درپی در یک گونه دیده شود، با این حال، در گونه دیگر ممکن است طبیعی باشد، اما اگر به فرکانس بالا برسد، «ناهنجار» می‌شود، یا در گونهٔ دیگر به‌ندرت دیده می‌شود و بروز «ناهنجاری» در نظر گرفته می‌شود. این مقاله شامل رفتارهای «یک بار» انجام‌شده توسط پرندگان منفرد نمی‌شود که ممکن است برای آن فرد ناهنجار تلقی شوند، مگر اینکه این رفتارها به‌طور پی‌درپی توسط افراد دیگر در آن گونه انجام شود و به عنوان بخشی از اتوگرام آن گونه شناخته شود.
بیشتر رفتارهای ناهنجار را می‌توان به صورت گروهی دسته‌بندی کرد (مثلاً حذفی، گوارشی، کلیشه‌ای)، با این حال، بسیاری از رفتارهای ناهنجار به‌طور قابل بحث در چندین مورد از این دسته‌بندی‌ها جای می‌گیرند و بنابراین، در این مقاله دسته‌بندی نمی‌شود. رفتارهای ناهنجار در اینجا مربوط به نگهداری پرندگان اسیر در نظر گرفته می‌شود، اما ممکن است به دلیل شرایط پزشکی نیز باشد. این مقاله شامل رفتارهای پرندگانی نمی‌شود که از نظر ژنتیکی برای بیان رفتارهای ناهنجار اصلاح شده‌اند.

## رفتارها
- نوک‌زنی پرها و انگشتان پا
- همنوع‌خواری
- کلیشه‌ای (Stereotypy)
- نوک‌زنی زیردم
- رفتارهای دیگر
- نوک‌زنی انگشت پا[۴][۵]
- پرکندن[۶][۷][۸]
- کلیشه‌ها[۹]
- پولی دیپسی[۱۰][۱۱][۱۲]
- حمام گرد و غبار شم یا «خلاء»[۱۳][۱۴][۱۵]
- طوطی حسود و بیش از حد مالکیت[۱۶]
- تخمگذاری مزمن[۱۷][۱۸]
- ناباروری[۱۹]
- گاز گرفتن ناهنجار[۲۰]